# Ивашковцы (Винницкая область)
Ивашковцы (укр. Івашківці, пол. Iwaszkowce) — село на Украине, находится в Шаргородском районе Винницкой области.
Код КОАТУУ — 0525382201. Население по переписи 2001 года составляет 1543 человека. Почтовый индекс — 23516. Телефонный код — 4344.
Занимает площадь 23,45 км².

## Религия
В селе действует Свято-Димитриевский храм Шаргородского благочиния Могилёв-Подольской епархии Украинской православной церкви.

## Адрес местного совета
23516,, Винницкая область, Шаргородский р-н, с. Ивашковцы, ул. Ленина, 29